# Pallava
Die Pallava waren ein altindisches Geschlecht, existent etwa seit der Mitte des 3. Jahrhunderts, das in seiner Glanzzeit von etwa 575 bis 897 eine bedeutende südindische Macht darstellte und auch im künstlerischen Bereich Bedeutendes hinterließ.

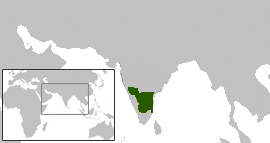
Maximale Ausdehnung des Pallava-Reichs

## Etymologie
Über den Ursprung der Pallava sind sich die Forscher nicht einig. Der Name Pallava wird hergeleitet aus dem Sanskrit und bedeutet so viel wie „Zweig“. Bei den Tamilen hießen die Pallava-Könige Thondamans (ebenfalls „Zweig“) oder Thondaiyarkon. Diese finden sich in diversen Ortsnamen und Königsbezeichnungen wieder.

## Geschichte

### Herkunft und Aufstieg

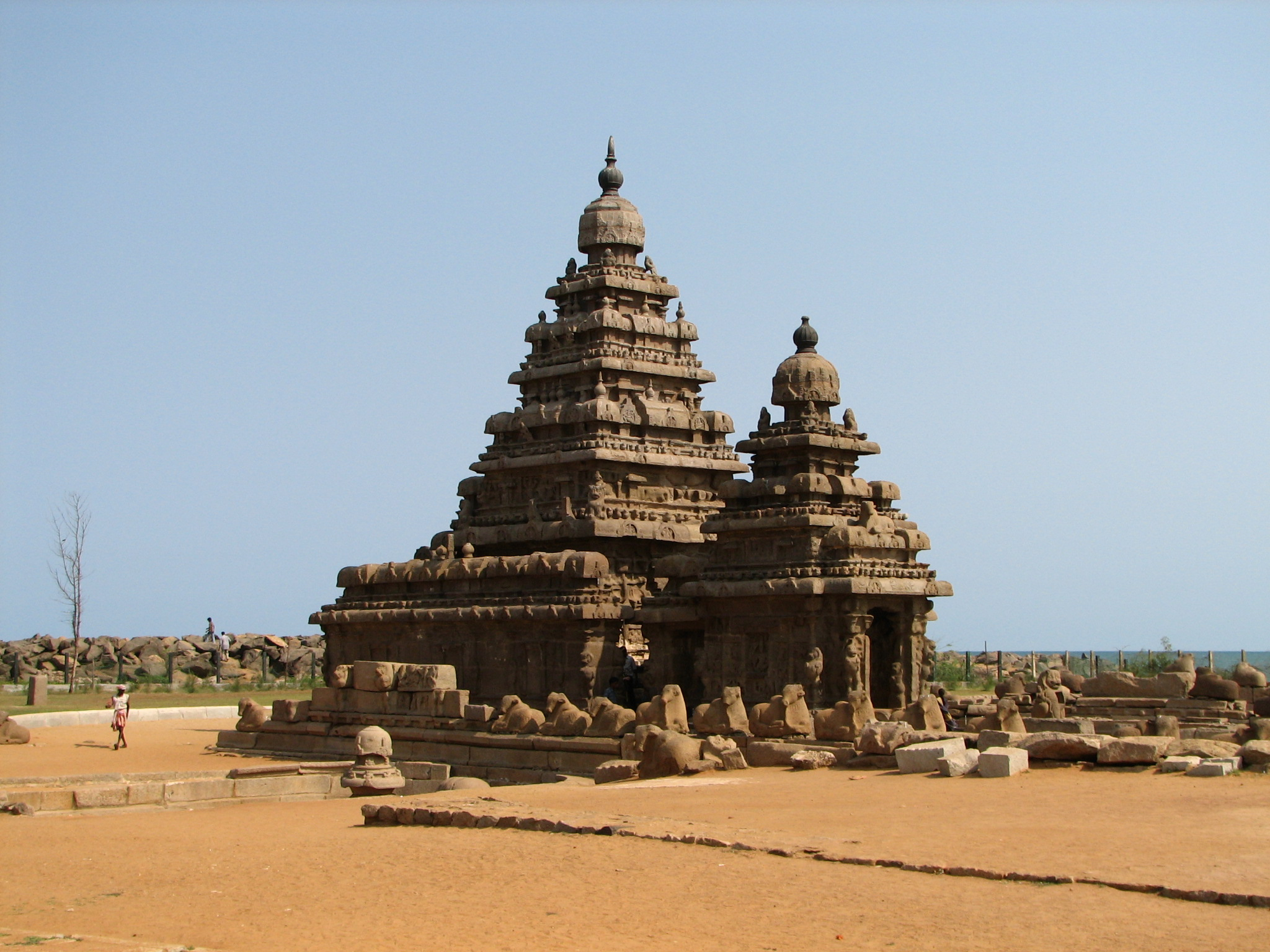
Der Küstentempel von Mamallapuram gilt als der älteste Freibautempel Südindiens (um 690).

Es gibt die Vermutung, dass die Pallavas ursprünglich aus Sri Lanka kamen. Die Sangam-Literatur berichtet davon, dass eine Naga-Prinzessin aus Manipallavanam in der Jaffna-Region einen Prinzen fremder Herkunft, den Chola-König Killivalavan geheiratet hatte. Daher geht man bei dieser Theorie davon aus, dass die Pallavas einen Zweig der Chola darstellten. Eine Legende der Parther ist dieser Darstellung nicht unähnlich. Der Großteil des Pallava-Imperiums lag im heutigen Andhra Pradesh. Das Mahavamsa berichtet davon, dass eine Gruppe von buddhistischen Mönchen aus Pallava Boga zu einer bestimmten Festlichkeit auf Sri Lanka war. Manche Wissenschaftler sind der Meinung, dass es sich bei Pallava Boga um einen Ort des einstigen Kala-Dominions in Andhra Pradesh handelt. Andere Wissenschaftler sehen in Pallava Boga einen Ort im alten Perserreich. Ferner gibt es die Talagunda-Inschrift, die bezeugt, dass die Pallavas aus der Kshatriya-Kaste entstammen. Die indigene These, dass sie aus dem damaligen Pallava-Gebiet stammen würden, führt auch zu einer Theorie, dass sie früher Vasallen des Vakataka-Reiches waren.
Die ersten Pallava-Herrscher hatten sich in den letzten Jahren des auseinanderfallenden Satavahana-Reichs verselbständigt. Skandavarman I. dehnte das Reich über das Land südlich von Madras aus und erhob dort Kanchipuram zur Hauptstadt (um 400). Im dritten Viertel des 4. Jahrhunderts zog der Eroberer der Gupta, König Samudragupta (reg. ca. 335–375) gegen den Pallava Visnugopa (reg. ca. 350–355) zu Felde und behauptete gesiegt zu haben. Trotzdem dehnte sich das Pallavareich weiter aus, auch wenn es neben dem Reichsverband Gupta-Vakataka kaum Bedeutung erlangte; sein Nachfolger machte die Banas, Kadambas und Gangas zu Vasallen. Im 5. und 6. Jahrhundert erfolgte dann eine Schwächung der Dynastie durch Loslösung des Kadamba-Reichs unter dem König Kakusthavarman (reg. ca. 425–450) und das Aufkommen der Ganga-Dynastie in Talakad, Karnataka. Der Ganga-König Durvinita (ca. 495–535), ein Verbündeter der Chalukya nahm sogar einen Pallava-König gefangen.

### Hochblüte

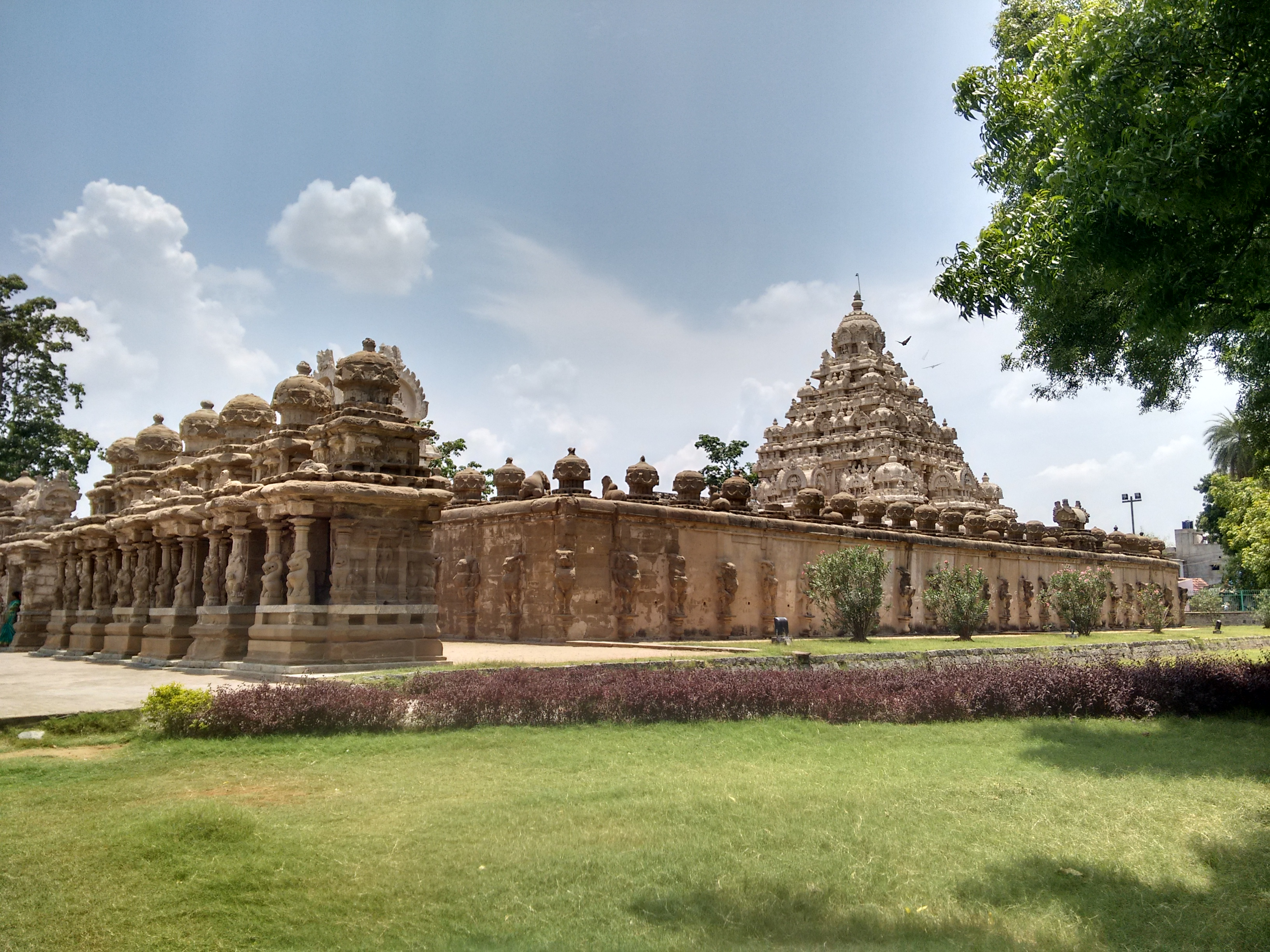
Kanchipuram, Kailasanatha-Tempel (um 700)

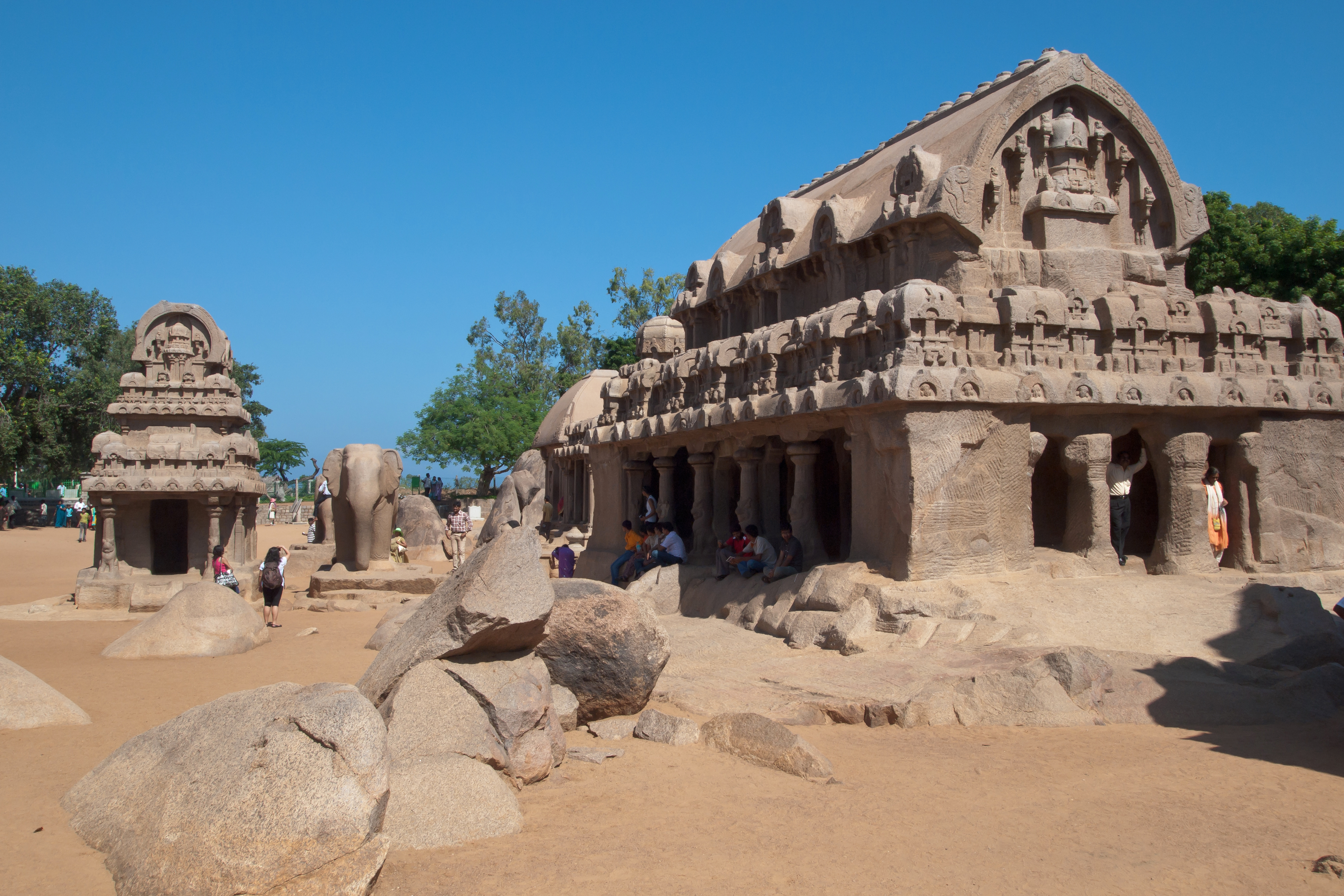
Rathas in Mamallapuram, einem Hafen, über den schon im 1. Jh. der Handel mit Rom abgewickelt wurde. Zur Pallava-Zeit segelten Kaufleute von hier aus zu den Küsten Südostasiens, zweimal sogar mit der Kriegsflotte nach Sri Lanka.

Das Pallavareich entstand am Ende des 6. Jahrhunderts neu. Die namhaftesten Könige waren Simhavishnu Potaraja (reg. ca. 575–615), sein Sohn Mahendravarman I. (reg. ca. 600–630) und sein Enkel Narasimhavarman I. (reg. ca. 630–668), wobei die beiden letztgenannten gegen die Chalukya zu bestehen hatten. Der Pallavakönig schlug Ende des 6. Jahrhunderts auch die Kalabhra-Stämme und brachte das Kernland der Chola am Kaverifluss unter seine Kontrolle.
Mahendravarman verlor die Heimatprovinz Andhra (mit Vengi) für immer an die Chalukya, konnte aber deren König Pulakesi II. vor Kanchipuram zurückschlagen. Sein Sohn Narasimhavarman I. eroberte im Jahr 642 die Chalukya-Hauptstadt Vatapi (Badami), wobei der Chalukya-König Pulakesi II. den Tod fand, und dehnte seine Macht bis Sri Lanka aus, wo er einen an seinen Hof geflüchteten Prinzen als König einsetzte. Narasimhavarman gründete wohl auch die aus Granitfelsen herausgehauene Tempelanlage von Mamallapuram, die für ihren Skulpturenschmuck berühmt ist. Er soll ferner Theaterstücke in Sanskrit geschrieben haben.
Sein Nachfolger Mahendravarman II. (reg. ca. 668–670) hatte eine ruhige Regierung; aber Paramesvaravarman I. (reg. ca. 670–685) musste sich wieder mit den Chalukya unter deren König Vikramaditya I. (reg. 654–680) auseinandersetzen, blieb aber trotz vorübergehenden Verlusts seiner Hauptstadt (674) mit Hilfe der Pandya in drei Schlachten erfolgreich.
Die Pallava werden zumindest teilweise den Tamilen zugeordnet. Die Hauptstadt war Kanchi bzw. Kanchipuram beim heutigen Madras, wo sich auch die älteste und berühmteste Universität Indiens befand, die z. B. um das Jahr 635 vom chinesischen Pilger Xuanzang besucht wurde. Die Pallava förderten das Sanskrit im Süden Indiens; in ihren Inschriften dominierte zuerst das Prakrit, später das Sanskrit und schließlich das Tamil. Sie waren vor allem Anhänger des Shivaismus. Der wirtschaftliche und kulturelle Einfluss der Pallava reichte über ihren Seehafen Kadal Mallai (bekannter als Mamallapuram) bis zur Malaiischen Halbinsel sowie nach Java und ins heutige Kambodscha.
Die wirtschaftliche und kulturelle Blütezeit erlebte das Reich der Pallava unter Narasimhavarman II. (reg. ca. 700–728) und teilweise auch noch während der langen Regierungszeit Nandivarmans II. (reg. ca. 731–795). Es wurden sogar zeitweise Botschafter mit der in China regierenden Tang-Dynastie ausgetauscht.

### Untergang
Ein Bürgerkrieg, der zur Thronbesteigung des Königs Nandivarman II. führte, bewirkte auch das allmähliche Auseinanderfallen der Pallava-Macht. Der Chalukya-Herrscher Vikramaditya II. (reg. 733–746) eroberte um das Jahr 740 sogar die Pallava-Hauptstadt Kanchipuram; nach ihm kamen die Rashtrakuta unter Dantidurga (reg. ca. 754–757) und Govindra III. (reg. ca. 794–813), so dass die Hauptstadt dreimal an fremde Mächte verlorenging.
Die Chola wurden Mitte des 9. Jahrhunderts wieder unabhängig und um das Jahr 885 übernahm ihr König Aditya (reg. ca. 871–907) das Land des letzten Pallava-Königs Aparajita und tötete ihn in einem ritterlichen Zweikampf auf Elefanten (897). Die Familie bestand aber im Vasallenstatus noch bis ins 13. Jahrhundert fort.

## Bauten
Trotz vereinzelter Anregungen von außen, gehört die um 620 einsetzende Pallava-Architektur zu den imposantesten und originellsten Hervorbringungen der Indischen Architektur. Ihre künstlerischen Zentren waren Mamallapuram und Kanchipuram. Der größte Bauherr der Dynastie war Narasimhavarman II. (genannt Rajasimha), der ein friedliches Vierteljahrhundert regierte und dem mehrere Tempel mit abgestuften Dächern in der Art von Stufenpyramiden zugeschrieben werden. Dieser Stil wurde Jahrzehnte später unter den Chola und in Java bei Hindutempeln nachgeahmt.

## Liste der Pallava-Könige
Frühe Pallavas
- Simha Varman I.

Mittlere Pallavas
- Skanda Varman I.
- Visnugopa (350–355)
- Kumaravisnu I. (355–370)
- Skanda Varman II. (370–385)
- Vira Varman (385–400)
- Skanda Varman III. (400–438)
- Simha Varman II. (438–460)
- Skanda Varman IV. (460–480)
- Nandi Varman I. (480–500)
- Kumaravisnu II. (500–520)
- Buddha Varman (520–540)
- Kumaravisnu III. (540–550)
- Simha Varman III. (550–574)

Späte Pallavas (ca. 575–900)
- Simha Vishnu (575–600)
- Mahendravarman I. (600–630)
- Narasimhavarman I. (630–668)
- Mahendravarman II. (668–670)
- Paramesvaravarman (670–685)

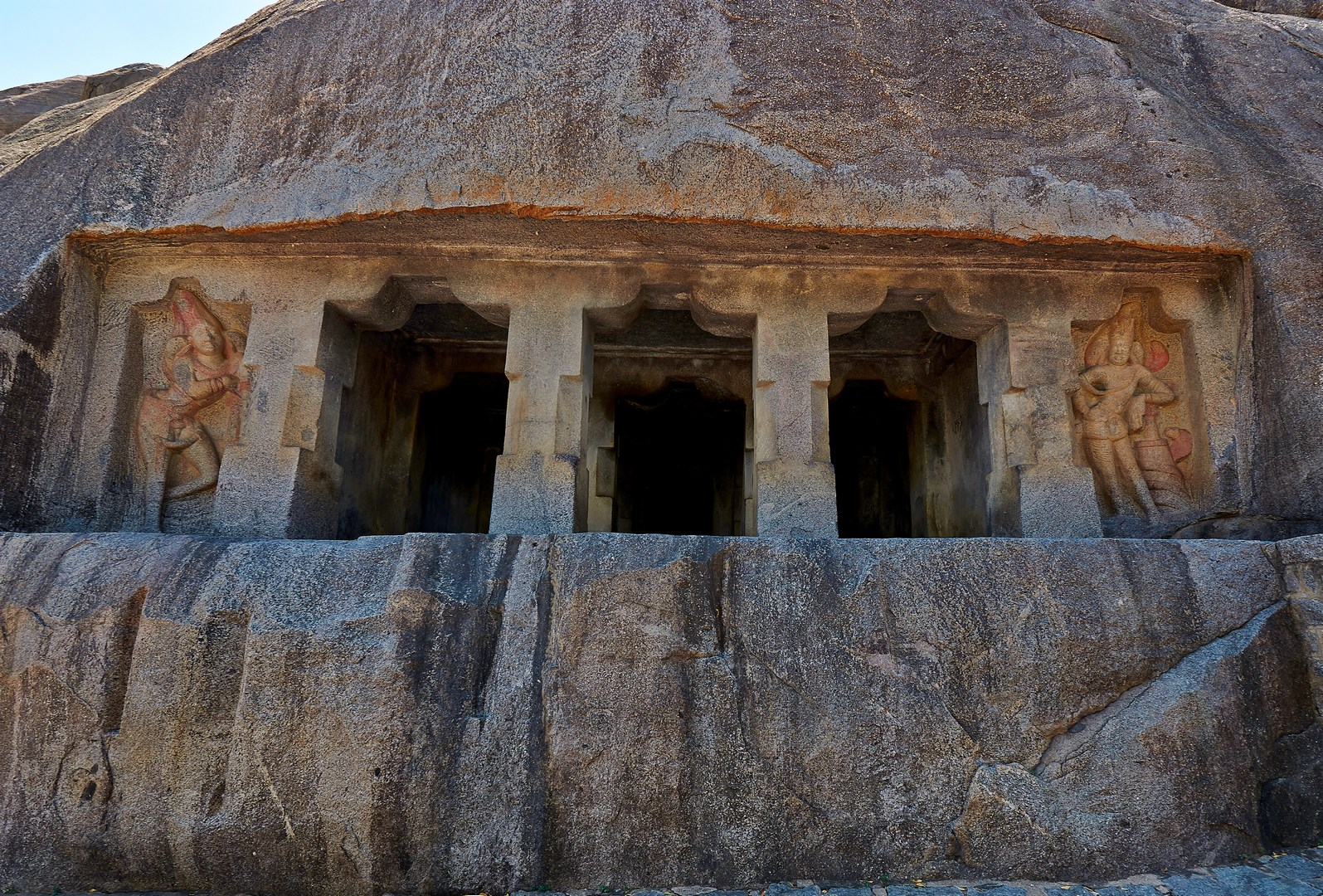
Der von Mahendra Varman I. um 620 in Auftrag gegebene und der Trimurti (Brahma, Shiva und Vishnu) geweihte Felsentempel von Mandagapattu gilt als der älteste erhaltene Steintempel Südindiens.

- Narasimhavarman II. (Rajasimha 685–705)
- Parameswaran II. (705–710)
- Nandivarman II. (710–775)
- Thandivarman (775–825)
- Nandinarman III. (825–850)
- Nirupathungan (850–882)
- Aparajita (gegen 897)